# Bertodano-Bucht
Die Bertodano-Bucht (in Argentinien Bahía López de Bertodano, in Chile Bahía Venturini) ist eine Bucht im Norden der Seymour-Insel vor der nördlichen Ostküste der Antarktischen Halbinsel. Sie liegt zwischen dem Bodman Point und Kap Wiman.
Der Name der Bucht erscheint erstmals auf einer argentinischen Landkarte aus dem Jahr 1957. Benannt ist sie nach Juan López de Bertodano (1871–1932), Chefingenieur der Korvette Uruguay im Jahr 1903 bei der Rettung der Schwedischen Antarktisexpedition (1901–1903) unter Otto Nordenskjöld. Namensgeber der chilenischen Benennung ist Arturo Venturini Ramírez, Hydrograph bei der 2. Chilenischen Antarktisexpedition (1947–1948).